# Balve
Balve – miasto w Niemczech, w kraju związkowym Nadrenia Północna-Westfalia, w rejencji Arnsberg, w powiecie Märkischer Kreis, liczy 11 955 mieszkańców (2010).

## Współpraca
Miejscowości partnerskie:
- Heerde, Holandia
- Mużaków, Saksonia
- Roussay, Francja